# Pecorino

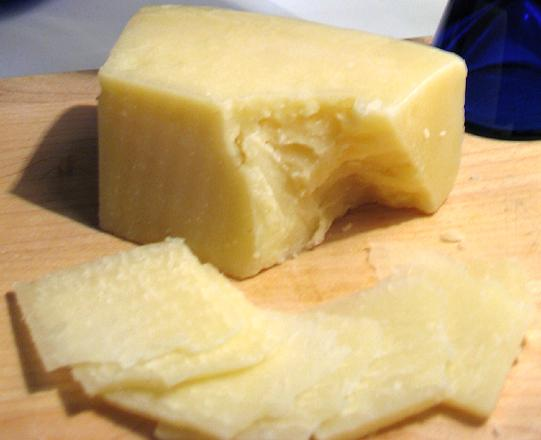
Pecorino romano

El pecorino és una família de formatges italians de llet d'ovella i pasta dura. El seu nom prové de pecora, que en italià vol dir ovella. Des de 1996 hi ha quatre formatges pecorino amb denominació d'origen protegida (DOP) per la Unió Europea; el més conegut d'aquests fora d'Itàlia és el romano, que malgrat el nom es produeix sobretot a Sardenya. Els altres són el sardo, també fet a Sardenya i una mica més suau; el toscano i el siciliano.
El pecorino més madur, anomenat stagionato, és més dur amb un sabor més intens de nous i mantega; el pecorino menys madur, dels tipus semi-stagionato o fresco, són més suaus de pasta i de sabor. El pecorino stagionato se serveix sovint a la fi de l'àpat amb mel o peres, o per a guarnir els plats de pasta.

## Pecorino romano
Un formatge de pasta dura i de sabor salat, el pecorino romano es produeix sobretot a l'illa de Sardenya, però també a Laci i la Província de Grosseto en Toscana. Té una aroma i un sabor picants, i s'usa molt en els plats de pasta, particularment per a guarnir les salses de sabor molt ric, com ara l'amatriciana. És madurat durant almenys cinc mesos per un formatge fresc, i almenys vuit mesos per un formatge stagionato, adequat per ratllar.
El pecorino romano és un dels formatges italians més vells; els legionaris de l'Imperi Romà el menjaren com un aliment habitual. La seva producció és descrita en les escriptures de Plini el Vell i Varró.

## Pecorino sardo

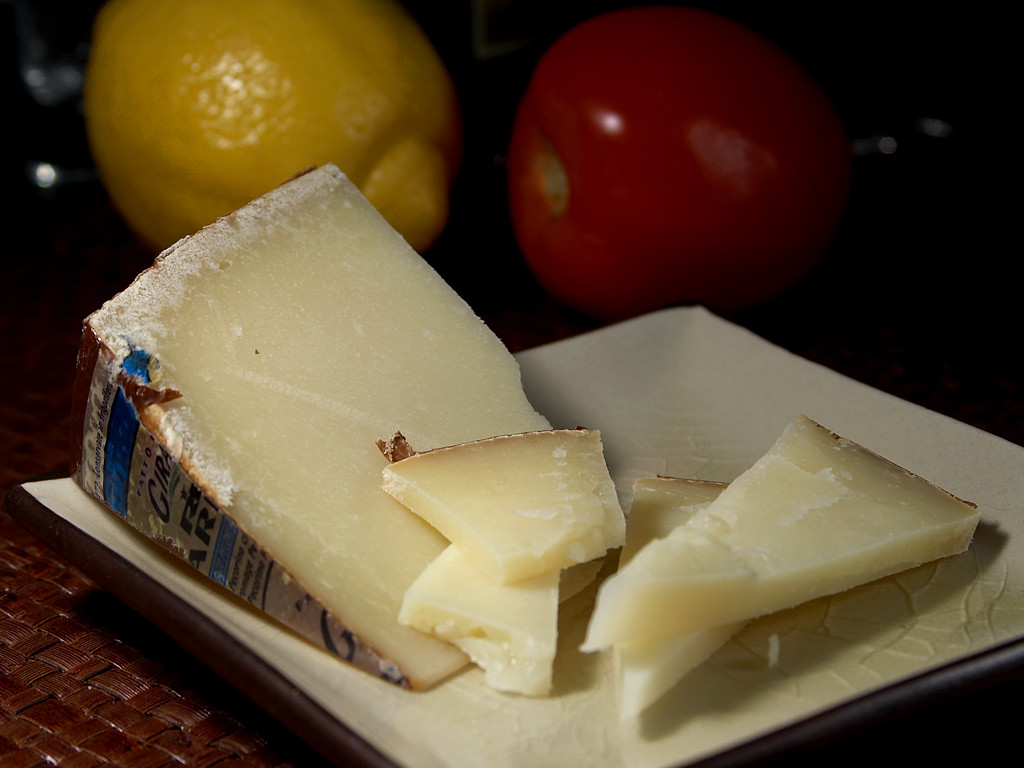
Pecorino sardo

El pecorino sardo també es fa a Sardenya, del llet de l'ovella sarda, una raça criada en l'illa. És més suau que el pecorino romano, en sabor i pasta, i menys salat. Es menja en plats de sabor delicat en els quals el sabor de pecorino romano podria dominar, com ara el pesto, i amb fruit. L'escorça és de color groc o marró, i el formatge és blanc o groguenc.
Amb l'addició de les larves de la mosca casearia es fa el formatge casu marzu (formatge podrit), un producte il·legal a Itàlia però tanmateix venut al mercat negre a Sardenya.

## Pecorino toscano
El pecorino toscano, com el pecorino romano, es madura durant un període d'entre vint dies i quatre mesos, i la duració de maduració determina si el sabor és delicat o fort. Com d'altres varietats de pecorino, les varietats més velles (i dures) es ratllen per a guarnir sopes i plats de pasta, i els més joves es mengen amb fruit.

## Pecorino lucano

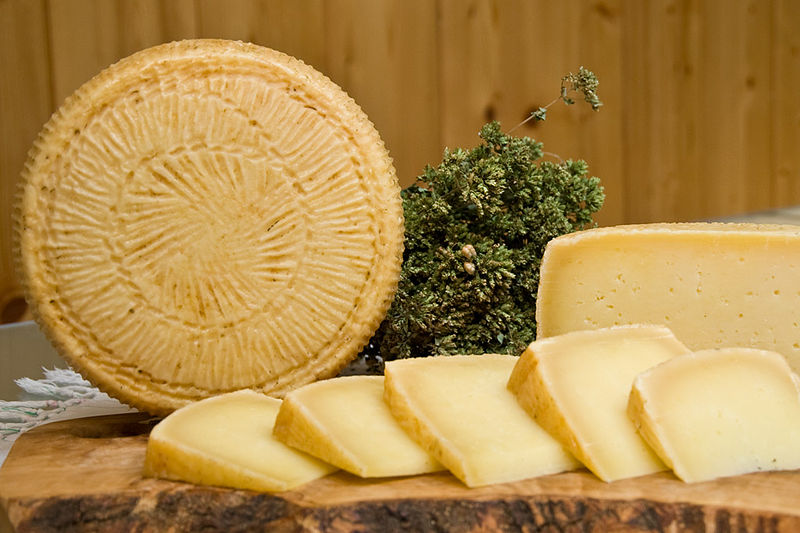
Pecorino di Filiano

El pecorino lucano és produït en la província de Potenza. El més famós és el pecorino di Filiano.

## Pecorino siciliano
El pecorino siciliano (sicilià: picurinu sicilianu) és un pecorino de l'illa de Sicília, produït sobretot en les províncies d'Agrigento, Caltanissetta, Enna, Trapani, i Palerm.